# Arabia Saudita en los Juegos Olímpicos de Sídney 2000
Arabia Saudita estuvo representada en los Juegos Olímpicos de Sídney 2000 por un total de 18 deportistas masculinos que compitieron en 5 deportes.
El portador de la bandera en la ceremonia de apertura fue el practicante de taekwondo Jaled Al-Dosari.

## Medallistas
El equipo olímpico saudita obtuvo las siguientes medallas:
| Nombre                       | Deporte   | Competición    |
| ---------------------------- | --------- | -------------- |
| Oro                          |           |                |
| —                            |           |                |
| Plata                        |           |                |
| Hadi Suan Al-Somaili         | Atletismo | 400 m vallas M |
| Bronce                       |           |                |
| Jaled Al-Eid (Khashm Al-Aan) | Hípica    | Saltos ind.    |